# Edmund Rose
Edmund Rose (ur. 10 października 1836 w Berlinie, zm. 31 maja 1914 tamże) – niemiecki chirurg. 
Był synem mineraloga Gustava Rosego (1798-1873), i bratankiem innego mineraloga, Heinricha Rosego (1795-1864). Jego prapradziadkiem był farmakolog Valentin Rose Starszy (1736-1771), a dziadkiem farmakolog Valentin Rose Młodszy (1762-1807).
Rose studiował medycynę w Würzburgu i Berlinie, następnie został asystentem chirurga Roberta Ferdinanda Wilmsa w Berlinie od 1860 do 1864 roku. Od 1867 do 1881 był profesorem chirurgii w Szpitalu Uniwersyteckim w Zurychu, potem profesorem w szpitalu Bethanien w Berlinie (1881-1903).
Edmund Rose jest pamiętany za swoje badania nad ślepotą barw i ksantopsją. Wniósł też wkład w dziedzinie chirurgii, między innymi badał patofizjologię tamponady serca (której nadał używaną do dziś nazwę), opisaną przez siebie w monografii z 1884 roku.

## Wybrane prace
- Herztamponade. Ein Beitrag zur Herzchirurgie. Leipzig: Vogel 1884.
- Delirium tremens und delirium traumaticum. Stuttgart: Enke, 1884.
- Über das Leben der Zähne ohne Wurzel. Deutsche Zeitschrift für Chirurgie (1887)
- Der Starrkrampf beim Menschen. Stuttgart: Enke, 1897.